# Aida Kosojan-Przybysz
Aida Kosojan-Przybysz (ur. 9 stycznia 1969 w Batumi) – piosenkarka pochodzenia ormiańskiego, wizjonerka, rozpoznawana medialnie głównie za sprawą deklarowanego i przypisywanego jej daru jasnowidzenia. 
Od początku lat 90. mieszka w Polsce. Jest absolwentką ekonomii ze specjalnością kredyty i finanse, którą ukończyła w Wyższej Szkole Gospodarki Narodowej w Kijowie.

## Kariera muzyczna
Karierę rozpoczęła w 1999 dzięki pomocy Katarzyny Gärtner. W studiu Polskiego Radia im. Agnieszki Osieckiej nagrała swoją pierwszą piosenkę „Za tobą szalałam” i wokalizację do utworu Jacka Wójcickiego „Meshuge”. Obie piosenki pojawiły się na płycie Katarzyny Gärtner pt. Czar korzeni.
W 2000 wydała singiel z utworem „Kiedy cię kocham”. Swoją pierwszą solową płytę, zatytułowaną Aida, nagrała w 2001. Umieściła na niej w większości autorskie kompozycje oraz utwory oparte na motywach gruzińskich i ormiańskich. W tym samym roku wydała także album z kolędami. W 2004 wydała album pt. Nagie myśli.

## Życie prywatne
Ma męża i dwie córki, mieszka w Warszawie.

## Dyskografia

### Albumy
- 2011: Aida dzieciom[5]
- 2021: Zgadnij, co to jest za zwierzę?[6] – 2x platynowa płyta[7]

### Single
- 2021 – „Zgadnij, co to jest za zwierzę?” – platynowa płyta[7]
- 2021 – „Krecik zielony ma berecik” – diamentowa płyta[8]
- 2021 – „Ćwiczy Baba Jaga jogę” – 2x platynowa płyta[7]
- 2021 – „Eo Borneo” – złota płyta[9]